# Mahmood
Alessandro Mahmoud (italijanska izgovorjava: [alesˈsandro ma(h)ˈmud]), bolj znan kot Mahmood, italijanski kantavtor, * 12. september 1992. Do uspeha je prišel po tekmovanju v šesti sezoni italijanske različice The X Factor. Leta 2019 je Mahmood zmagal na glasbenem festivalu Sanremo 2019 s pesmijo »Soldi« ter zastopal Italijo na tekmovanju za pesem Evrovizije 2019 v Tel Avivu, kjer je končal na drugem mestu. Njegov prvenec »Gioventù bruciata« je izšel februarja 2019 in dosegel prvo mesto na italijanski lestvici albumov. Z Blancom sta zmagala na glasbenem festivalu Sanremo 2022 s pesmijo »Brividi« in sta zastopala Italijo na tekmovanju za pesem Evrovizije 2022 v Torinu. Dosegla sta končno 6. mesto

## Zgodnje življenje
Mahmood je rojen v Milanu očetu Egipčanu in materi Sardinki. Ko je bil star pet let, so se njegovi starši ločili in kasneje ga je vzgajala mati.

## Kariera
Leta 2012 je Mahmood opravil avdicijo za šesto sezono italijanske različice The X Factor. Postal je del ekipe fantov pod mentorstvom Simone Venture. Izpadel je v tretji epizodi. Po končanem šovu je delal v baru in obiskoval glasbeno šolo, študiral klavir, začel je tudi pisati pesmi. Leta 2013 je izdal svoj glasbeni prvenec »Fallin' Rain«.
Leta 2016 je Mahmood sodeloval v sekciji novincev na glasbenem festivalu Sanremo s pesmijo »Dimentica«. Septembra 2018 je izdal svojo debitantsko ep Gioventù bruciata. Novembra 2018 je Marco Mengoni izdal svoj peti album Atlantico, na katerem so tri skladbe, ki jih je napisal Mahmood, vključno s singlom »Hola (I Say)«. 
Decembra 2018 je so sporočili, da je Mahmood eden izmed 24 izvajalcev, ki so bili izbranih za tekmovanje Sanremo Giovani, na katem so izbrali dva novinca za festival Sanremo. Mahmood se je uvrstil na prvo mesto v drugi oddaje, s pesmijo »Gioventù bruciata«. Pozneje je objavil pesem »Soldi« za nastop na festivalu Sanremo 2019, kjer so ga razglasili za zmagovalca.
Maja 2019 je zastopal Italijo na tekmovanju za pesem Evrovizije 2019 v Tel Avivu v Izraelu. V velikem finalu 18. maja je nastopil s pesmijo »Soldi« in se uvrstil na drugo mesto. Zmagal je Duncana Laurence s pesmijo »Arcade«. 11. junija 2021 je Mahmood izdal svoj drugi studijski album Ghettolimpo. Mahmood je skupaj s Blancom s pesmijo Brividi zastopal Italijo na tekmovanju za pesem Evrovizije 2022 v Torinu.

## Diskografija
- »Fallin' Rain«
- »Dimentica«
- »Pesos«
- »Uramaki«
- »Milano Good Vibes«
- »Asia occidente«
- »Gioventù bruciata«
- »Soldi«
- »Barrio«
- »Rapide«
- »Moonlight popolare«
- »Dorado« (skupaj s Sfera Ebbasta in Feid)
- »Inuyasha«
- »Zero«
- »Klan« (skupaj z DRD)
- »Rubini« (skupaj z Eliso)
- »Brividi« (skupaj z Blancom)